# Марко Шукало
Марко Шукало (Босанска Градишка, 2. септембар 1993) српски је правник, књижевник и политичар. Бивши је помоћник генералног секретара Владе Републике Српске за правне и опште послове и саветник Милорада Додика.

## Биографија

### Образовање
Марко Шукало је рођен 2. септембра 1993. године у Градишки. Завршио је основну школу "Петар Кочић" у насељу Нова Топола, а потом Градишку Гимназију. Као ђак гимназије је предводио огранак Центра за координацију Уједињена Србија у општини Градишка.
Дипломирао је на Правном факултету Универзитета у Београду, 16. децембра 2016. године. Освојио је прво место на Такмичењу у беседништву на Правном факултету Универзитета у Београду, 2014. године, у категорији импровизације.
На истом факултету је завршио мастер академске студије и 2. октобра 2019. године одбранио мастер рад на тему "Уставни суд Босне и Херцеговине". Одмах је уписао докторске академске студије на Правном факултету Универзитета у Београду, на уставноправном смеру.

### Политичка каријера
На изборима 2016. године, изабран је за одборника Скупштине општине Градишка, као кандидат Савеза независних социјалдемократа. На Шестом сабору СНСД-а 2019. године, изабран је за члана Статутарне комисије. Именован је за помоћника генералног секретара Владе Републике Српске за правне и опште послове, а обавља и функцију саветника Милорада Додика.
У новембру 2021. године приведен је од стране бањалучке полиције приликом рације у једном угоститељском објекту, а због поседовања кокаина и екстазија. Пошто је у изјави полицији рекао да је зависник, те да опојне супстанце нису биле намењене за даљу дистрибуцију, добио је само прекршајну пријаву.
Одмах по објављивању ове вести, генерални секретар Владе Републике Српске је упутио захтев Влади да се Шукало удаљи из органа управе, а председник СНСД-а Милорад Додик је донео одлуку у његовом искључењу из чланства странке.

## Дела
- Док божур цвета, збирка песама;
- Заиграј до слободе, збирка песама;
- Дан кад је пала једна српска држава - РСК, зборник радова, Правни факултет Универзитета у Београду - Центар за издаваштво и информисање, 2015,  978-86-7630-593-3 (коауторство);
- Позадина студентског писма државном врху Србије, чланак, Музеј жртава геноцида : Фонд Стратешке културе Москва, Представништво Републике Српске у Србији, 2017,  978-86-86831-39-2, стр. 69-71;
- Специфичности облика уређења Босне и Херцеговине : приступни рад из предмета Методи научноистраживачког рада и вештине, 2020.